# Oh! Calcutta!

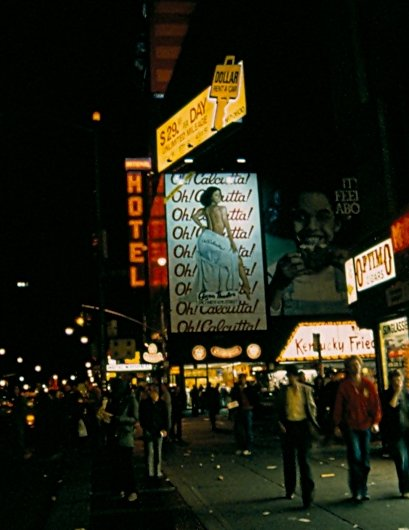
Affiche d’Oh! Calcutta! à Times Square à New York en 1981.

Oh! Calcutta! est une revue théâtrale d'avant-garde écrite par le Britannique Kenneth Tynan (en) et créée en 1969 d'abord off-Broadway puis l'année suivante à Londres, avant d'être reprise à Paris. Elle est devenue un symbole de la contre-culture en présentant pour la première fois des performances totalement nues.

## Histoire
Le dramaturge et critique Kenneth Tynan (1927-1991) imagine d'écrire une revue théâtrale érotique
dès 1966. Il contacte alors pour la mise en scène Harold Pinter, dramaturge introduit dans le milieu avantgardiste, mais celui-ci décline la proposition. Tynan, dans une première mouture, avait sollicité des textes de Samuel Beckett, John Lennon, Sam Shepard, Leonard Melfi (en), Edna O'Brien, Jules Feiffer, et prévoyait des comédiennes et comédiens totalement nus (ce qui fut le cas). Côté musique, Peter Schickele, Robert Dennis et Stanley Walden, réunit sous le nom collectif de The Open Window, écrivirent une partition. La revue devait s'ouvrir avec Souffle de Beckett, mais ce dernier retira son autorisation.
Le titre de la revue reprend le nom d'un tableau de Clovis Trouille, Oh ! Calcutta ! Calcutta ! (lire : "oh quel cul t'as !"). Le tableau sert d'ailleurs d'illustration à l'affiche et est projeté sur le fond de la scène.
En définitive, la revue est créée le 21 juin 1969 sur la scène de l'Eden Theatre (devenu le Village East Cinema (en)), situé dans l'East Village, Manhattan. Puis, elle est reprise sur la scène du Belasco Theatre, sur Broadway, à partir du 17 février 1971 et jusqu'au 17 août 1972, totalisant 1 314 représentations. La mise en scène américaine était signée Jacques Levy (1935-2004) et la chorégraphie, Margo Sappington (en). Sur les planches, on comptait dix comédiens-danseurs et les trois musiciens.
La première londonienne est créée le 27 juillet 1970 au Roundhouse puis au Royalty Theatre (en), jusqu'au 27 janvier 1974, totalisant 5 959 représentations. Par la suite il a été régulièrement repris sur la scène londonienne jusqu'en 1980. La production était signée Michael White (1936-2016).
En 1971, la revue arrive à Paris, à l'Élysée Montmartre avec une mise en scène signée Philippe Khorsand et tient l'affiche pendant plus de quatre ans. Elle est interdite aux mineurs. Dans la distribution, on trouve Jean-Claude Dreyfus et Évelyne Dress. Les textes français ont été écrits par Eugène Ionesco, Gébé et Wolinski.